# Rod Wave
Rod Wave, pseudonimo di Rodarius Marcell Green (Saint Petersburg, 27 agosto 1998), è un rapper e cantautore statunitense, meglio noto per il singolo Heart on Ice, divenuto virale su TikTok per poi raggiungere la 25ª posizione della Billboard Hot 100.

## Discografia

### Album in studio
- 2019 – Ghetto Gospel
- 2020 – Pray 4 Love
- 2021 – SoulFly
- 2022 – Beautiful Mind
- 2023 – Nostalgia
- 2024 – Last Lap

### EP
- 2022 – Jupiter's Diary: 7 Day Theory

### Mixtape
- 2017 – Rookie of the Year
- 2017 – Hunger Games
- 2018 – Hunger Games 2
- 2018 – Hunger Games 3
- 2019 – PTSD

### Singoli
- 2018 – Praying Grandmothers
- 2018 – Heart 4 Sale
- 2018 – Yessir
- 2018 – Feel the Same Way (feat. Moneybagg Yo)
- 2019 – Popular Loner
- 2019 – Hard Times
- 2019 – Heart on Ice
- 2019 – Cuban Links (feat. Kevin Gates)
- 2019 – Close Enough to Hurt
- 2019 – Dark Clouds
- 2019 – Misunderstood
- 2020 – Thug Motivation
- 2020 – Thief in the Night
- 2020 – Pray 4 Love
- 2020 – The Greatest
- 2020 – The Last Sad Song
- 2020 – And I Still
- 2020 – Girl of My Dreams
- 2020 – Through the Wire
- 2020 – Freestyle
- 2021 − Street Runner
- 2021 – Tombstone
- 2021 – Forever Set in Stone
- 2021 – Before I Go (con Kodak Black)
- 2021 – Time Heals
- 2021 – By Your Side
- 2022 – Cold December
- 2022 – Stone Rolling
- 2022 – Alone
- 2022 – Break My Heart
- 2023 – Fight the Feeling
- 2023 – Call Your Friends
- 2024 – Numb
- 2024 – Passport Junkie
- 2024 – Fall Fast in Love
- 2025 – Westside Connection
- 2025 – Sinners

## Riconoscimenti
- American Music Awards
  - 2021 – Candidatura all'Album hip hop preferito per SoulFly[4]

- Billboard Music Awards
  - 2022 – Candidatura al Miglior album rap per SoulFly[5]